# Stephen Rerych
Stephen Rerych (n. 14 mai 1946, Pennsylvania, SUA) este un înotător american, medaliat olimpic. A participat la o ediție a Jocurilor Olimpice (1968) în care a câștigat 3 medalii de aur.